# Горсгедс (Нью-Йорк)
Горсгедс (англ. Horseheads) — місто (англ. town) в США, в окрузі Чеманг штату Нью-Йорк. Населення — 19 374 особи (2020).

## Демографія
Згідно з переписом 2010 року, у місті мешкало 19 485 осіб у 8332 домогосподарствах у складі 5177 родин. Було 8777 помешкань
Расовий склад населення:
| - 93,4 % — білих - 2,5 % — азіатів - 2,0 % — чорних або афроамериканців - 0,2 % — корінних американців |

До двох чи більше рас належало 1,5 %. Частка іспаномовних становила 1,7 % від усіх жителів.
За віковим діапазоном населення розподілялося таким чином: 21,8 % — особи молодші 18 років, 59,2 % — особи у віці 18—64 років, 19,0 % — особи у віці 65 років та старші. Медіана віку мешканця становила 43,6 року. На 100 осіб жіночої статі у місті припадало 90,3 чоловіків; на 100 жінок у віці від 18 років та старших — 87,4 чоловіків також старших 18 років.
Середній дохід на одне домашнє господарство становив 71 263 долари США (медіана — 55 992), а середній дохід на одну сім'ю — 90 710 доларів (медіана — 76 239). Медіана доходів становила 50 558 доларів для чоловіків та 41 438 доларів для жінок. За межею бідності перебувало 9,6 % осіб, у тому числі 11,9 % дітей у віці до 18 років та 8,9 % осіб у віці 65 років та старших.
Цивільне працевлаштоване населення становило 9188 осіб. Основні галузі зайнятості: освіта, охорона здоров'я та соціальна допомога — 31,7 %, виробництво — 15,2 %, роздрібна торгівля — 12,6 %.